# Турубаров, Пётр Кузьмич
Пётр Кузьмич Турубаров (1918, Таганрог — 7 июня 1943, там же) — член таганрогской антифашистской организации.

## Биография
Родился в Таганроге, в семье рыбака. До войны работал слесарем на таганрогском авиационном заводе № 31 им. Димитрова. В декабре 1939 года призван в армию, служил в пограничных войсках на территории Белорусского особого военного округа. В октябре 1941 года нёс службу в составе 16-го пограничного полка НКВД охраны тыла 19-й армии Западного фронта. В первых числах октября 1941 года в боях под Вязьмой полк понёс существенные потери, а сержант Пётр Турубаров пропал без вести.
Вернувшись в оккупированный Таганрог, руководил подпольной группой, которая распространяла листовки, собирала оружие, снабжал подпольщиков бутылками с горючей смесью для уничтожения военной техники.
При аресте оказал сопротивление, затем застрелился.
Похоронен на Старом городском кладбище.
В 1965 году посмертно награждён орденом Красного Знамени.

## Память
- В честь героически погибших подпольщиков Петра, Валентины и Раисы Турубаровых в Таганроге названа улица Турубаровых, расположенная между улицей Москатова и Средним переулком[1].
- В 1973 году в Таганроге в память о подвиге юных подпольщиков в Спартаковском переулке, напротив Чеховской гимназии, был открыт памятник «Клятва юности» (скульпт. Владимир и Валентина Грачёвы)[5][6].